# Гудкова-Ламберова, Валентина Яковлевна
Валенти́на Я́ковлевна Гудко́ва-Ла́мберова (1926—2002) — советский журналист.

## Биография
Родилась в рабоче-крестьянской семье. Во время Великой Отечественной войны окончила Казанский авиационный техникум и год работала на заводе. В 1945—1950 годах обучалась на историко-филологическом факультете Казанского университета, была по распределению направлена в редакцию газеты «Красная Татария», в которой и проработала до выхода на пенсию в 1981 году. Являлась корреспондентом, с 1961 года возглавляла отдел науки, культуры и учебных заведений. В 1967 году была удостоена звания заслуженного работника культуры ТАССР. В 1978 году награждена республиканской премией им. Хусаина Ямашева. Печаталась также в газетах «Социалистик Татарстан», «Советская культура». Автор публицистических статей и очерков, посвященных современникам — деятелям науки, культуры и искусства, воспитанию подрастающего поколения.
Скончалась 4 апреля 2002 года в Казани, похоронена на Архангельском кладбище.
Муж — журналист и писатель Анатолий Григорьевич Ламберов, внук — историк Дмитрий Мартынов.

## Публикации
- Ради счастья людского: [Сборник статей]. — Казань : Таткнигоиздат, 1962. — 95 с. — Очерк «Завидная судьба».
- Любовь к земле / сост. А. К. Кременская; под ред. В. Я. Гудковой. — Казань : Татарское книжное издательство, 1966. — 52 c.
- Народный учитель: Очерки об учителях РСФСР / сост.: Г. И. Лобанцев. — М. : Просвещение, 1968. — 295 с. — Гудкова В. Я. «Маресьев из Альметьевского района».
- Гудкова В. Я. Третий трудовой / В. Гудкова, Ю. Колчанова. — Казань : Татар. кн. изд-во, 1984. — 223 с.
- Сто дорог — одна твоя : [Сборник о последователях А. С. Макаренко]. — Казань : Татар. кн. изд-во, 1988. — 261 с. — (Так нам сердце велело).